# Fußball-Amateurliga Bremen 1968/69
Die Fußball-Amateurliga Bremen 1968/69 war die zwanzigste Spielzeit der höchsten Amateurklasse des Bremer Fußball-Verbandes. Meister wurde die Amateurmannschaft von Bremerhaven 93.

## Abschlusstabelle
| Platz | Verein                  | Sp. | Tore  | Punkte |
| ----- | ----------------------- | --- | ----- | ------ |
| 1.    | Bremerhaven 93 Amat.    | 28  | 77:53 | 41:15  |
| 2.    | Werder Bremen Amat. (M) | 28  | 51:31 | 39:17  |
| 3.    | SV Hemelingen           | 28  | 51:32 | 36:20  |
| 4.    | Polizei SV Bremen       | 28  | 45:33 | 31:25  |
| 5.    | Bremer SV               | 28  | 48:42 | 31:25  |
| 6.    | Eintracht Bremen        | 28  | 52:51 | 28:28  |
| 7.    | BBV Union               | 28  | 69:66 | 26:30  |
| 8.    | SG Oslebshausen (N)     | 28  | 42:42 | 26:30  |
| 9.    | SV Woltmershausen       | 28  | 40:42 | 26:30  |
| 10.   | Blumenthaler SV         | 28  | 40:42 | 26:30  |
| 11.   | TuS Schwachhausen (N)   | 28  | 41:48 | 25:31  |
| 12.   | Hastedter TSV           | 28  | 39:48 | 25:31  |
| 13.   | AGSV Bremen             | 28  | 44:60 | 24:32  |
| 14.   | TSV Wulsdorf            | 28  | 49:67 | 19:37  |
| 15.   | Leher TS                | 28  | 38:69 | 17:39  |

(M) Meister der Vorsaison

(N) Aufsteiger

## Aufstieg und Deutsche Amateurmeisterschaft
Als Bremer Vertreter nahm der SV Hemelingen ohne Erfolg an der Aufstiegsrunde zur Regionalliga Nord teil.
Die Amateurmannschaft von Bremerhaven 93 nahm an der Deutschen Amateurmeisterschaft 1969 teil. Im Achtelfinale besiegte Bremerhaven den BC Augsburg, schied dann aber im Viertelfinale gegen den  SC Jülich 1910 aus.